# شهرستان وارن (ویرجینیا)
شهرستان وارن، ویرجینیا (به انگلیسی: Warren County, Virginia) یک سکونتگاه مسکونی در ایالات متحده آمریکا است که در ویرجینیا واقع شده‌است.

## خصوصیات
شهرستان وارن ۵۶۲٫۰۳ کیلومترمربع مساحت دارد.